# Volodia Teitelboim Volosky
Volodia Teitelboim Volosky (17. března 1916, Chillán – 31. ledna 2008, Santiago de Chile) byl chilský právník, politik a také spisovatel, kterému byla roku 2002 udělena cena 'Premio Nacional de Literatura de Chile'.

## Biografie
Vystudoval práva na univerzitě v Chile, posléze pracoval jako novinář. Byl předsedou Komunistické strany Chile. Za vlády vojenské junty generála Pinocheta pobýval v exilu v Moskvě.
Byl autorem biografií např. autorů Pabla Nerudy, Gabriely Mistral nebo Vicenta Huidobreho.